# Coppa WSE 2024-2025
La Coppa WSE 2024-2025 è la 45ª edizione (la 7ª con la denominazione attuale) dell'omonima competizione europea di hockey su pista riservata alle squadre di club. Il torneo ha avuto inizio il 30 novembre 2024 e si è concluso il 30 marzo 2025.
Il titolo è stato conquistato dagli spagnoli dell'Igualada per la seconda volta nella loro storia sconfiggendo in finale i portoghesi dello Sporting Tomar.
L'Igualada, in qualità di squadra vincitrice, e lo Sporting Tomar, come finalista del torneo, hanno ottenuto anche il diritto di partecipare alla Coppa Continentale 2025-2026.

## Squadre partecipanti
| Nazione    | Club               | Città                    | Qualificazione                                         |
| ---------- | ------------------ | ------------------------ | ------------------------------------------------------ |
| Francia    | La Vendéenne       | La Roche-sur-Yon         | 3º nel girone 2 WSE Champions League 2024-2025         |
| Germania   | Germania Herringen | Hamm                     | 3º nel girone 1 WSE Champions League 2024-2025         |
| Italia     | Sarzana            | Sarzana                  | 3º nel girone 4 WSE Champions League 2024-2025         |
| Italia     | Valdagno           | Valdagno                 | 7º in Serie A1 2022-2023, primo turno play-off         |
| Portogallo | Braga              | Braga                    | 9º in 1ª Divisão 2023-2024                             |
| Portogallo | Juventude Pacense  | Paços de Ferreira        | 10º in 1ª Divisão 2023-2024                            |
| Portogallo | Riba De Ave        | Vila Nova de Famalicão   | 3º nel girone 3 WSE Champions League 2024-2025         |
| Portogallo | Sporting CP        | Lisbona                  | 2º nel girone 2 WSE Champions League 2024-2025         |
| Portogallo | Sporting Tomar     | Tomar                    | 2º nel girone 4 WSE Champions League 2024-2025         |
| Spagna     | Calafell           | Calafell                 | 2º nel girone 3 WSE Champions League 2024-2025         |
| Spagna     | Caldes             | Caldes de Montbui        | 10º in OK Liga 2023-2024                               |
| Spagna     | Igualada           | Igualada                 | Detentore della Coppa WSE 2023-2024                    |
| Spagna     | Lleida             | Lleida                   | 9º in OK Liga 2023-2024                                |
| Spagna     | Sant Just          | Sant Just Desvern        | 8º in OK Liga 2023-2024, quarti di finale dei play-off |
| Spagna     | Voltregà           | Sant Hipòlit de Voltregà | 2º nel girone 1 WSE Champions League 2024-2025         |
| Svizzera   | Uttigen            | Uttigen                  |                                                        |

## Risultati

### Ottavi di finale
Le gare di andata sono state disputate il 30 novembre mentre le gare di ritorno il 14 dicembre 2024.
| Squadra 1         | Totale | Squadra 2          | Andata | Ritorno |
| ----------------- | ------ | ------------------ | ------ | ------- |
| Braga             | 6 - 10 | Sporting CP        | 4 - 4  | 2 - 6   |
| Caldes            | 6 - 9  | Riba De Ave        | 5 - 3  | 1 - 6   |
| Igualada          | 7 - 2  | Calafell           | 3 - 1  | 4 - 1   |
| Juventude Pacense | 5 - 6  | Sporting Tomar     | 5 - 4  | 0 - 2   |
| Lleida            | 18 - 5 | Germania Herringen | 9 - 2  | 9 - 3   |
| Sant Just         | 2 - 5  | Voltregà           | 1 - 2  | 1 - 3   |
| Uttigen           | 4 - 9  | Sarzana            | 3 - 4  | 1 - 5   |
| Valdagno          | 7 - 10 | La Vendéenne       | 2 - 2  | 5 - 8   |

### Quarti di finale
Le gare di andata saranno disputate l'8 febbraio mentre le gare di ritorno il 1º marzo 2025.
| Squadra 1    | Totale | Squadra 2      | Andata | Ritorno         |
| ------------ | ------ | -------------- | ------ | --------------- |
| La Vendéenne | 3 - 14 | Lleida         | 3 - 8  | 0 - 6           |
| Sarzana      | 6 - 6  | Riba De Ave    | 4 - 5  | 2 - 1 (1-3 dtr) |
| Sporting CP  | 5 - 5  | Igualada       | 3 - 2  | 2 - 3 (1-2 dtr) |
| Voltregà     | 5 - 6  | Sporting Tomar | 4 - 3  | 1 - 3           |

### Final Four
La Final Four della manifestazione si disputerà dal 29 al 30 marzo 2025 presso il Poliesportiu Les Comes a Igualada in Spagna.
|  | Semifinali     | Semifinali     | Semifinali     |                |          | Finale   | Finale | Finale |  |
|  |                |                |                |                |          |          |        |        |  |
|  | Igualada       | Igualada       | 4              |                |          |          |        |        |  |
|  | Igualada       | Igualada       | 4              |                |          |          |        |        |  |
|  | Lleida         | Lleida         | 3              |                |          |          |        |        |  |
|  | Lleida         | Lleida         | 3              |                | Igualada | Igualada | 2      |        |  |
|  |                |                |                |                | Igualada | Igualada | 2      |        |  |
|  |                |                | Sporting Tomar | Sporting Tomar | 0        |          |        |        |  |
|  | Riba De Ave    | Riba De Ave    | Sporting Tomar | Sporting Tomar | 0        | 1        |        |        |  |
|  | Riba De Ave    | Riba De Ave    |                |                |          |          |        |        |  |
|  | Sporting Tomar | Sporting Tomar | 5              |                |          |          |        |        |  |